# Amphipoea magna
Amphipoea magna là một loài bướm đêm trong họ Noctuidae.